# Libantè
Libantè ist ein Arrondissement im Departement Alibori in Benin. Es ist eine Verwaltungseinheit, die der Gerichtsbarkeit der Kommune Karimama untersteht. Gemäß der Volkszählung von 2013 hatte Libantè 16.211 Einwohner, davon waren 8163 männlich und 8048 weiblich.